# Черезов Іван Юрійович
Іван Юрійович Черезов (рос. Иван Юрьевич Черезов, 18 листопада 1980) — російський біатлоніст, олімпійський призер, триразовий чемпіон світу.
Дві олімпійські медалі Черезов здобув, виступаючи за збірну Росії в естафетах: срібну в Турині й бронзову у Ванкувері. Він також тричі ставав чемпіоном світу, також у складі збірних Росії в естафетних гонках. На чемпіонаті світу в Пхенчані Черезов здобув свою єдину індивідуальну медаль — бронзу в мас-старті.
Сезон 2009/2010 Черезов завершив на третьому місці в загальному заліку Кубка світу.
У березні 2016 року Черезов оголосив про завершення спортивної кар'єри.